# Euhyloptera maculipennis
Euhyloptera maculipennis är en insektsart som beskrevs av Ronald Gordon Fennah 1965. Euhyloptera maculipennis ingår i släktet Euhyloptera och familjen Flatidae. Inga underarter finns listade i Catalogue of Life.